# Metereca differens
Metereca differens is een hooiwagen uit de familie Assamiidae.